# Umeanyar
Umeanyar is een bestuurslaag in het regentschap Buleleng van de provincie Bali, Indonesië. Umeanyar telt 1513 inwoners (volkstelling 2010).